# Супрефектура

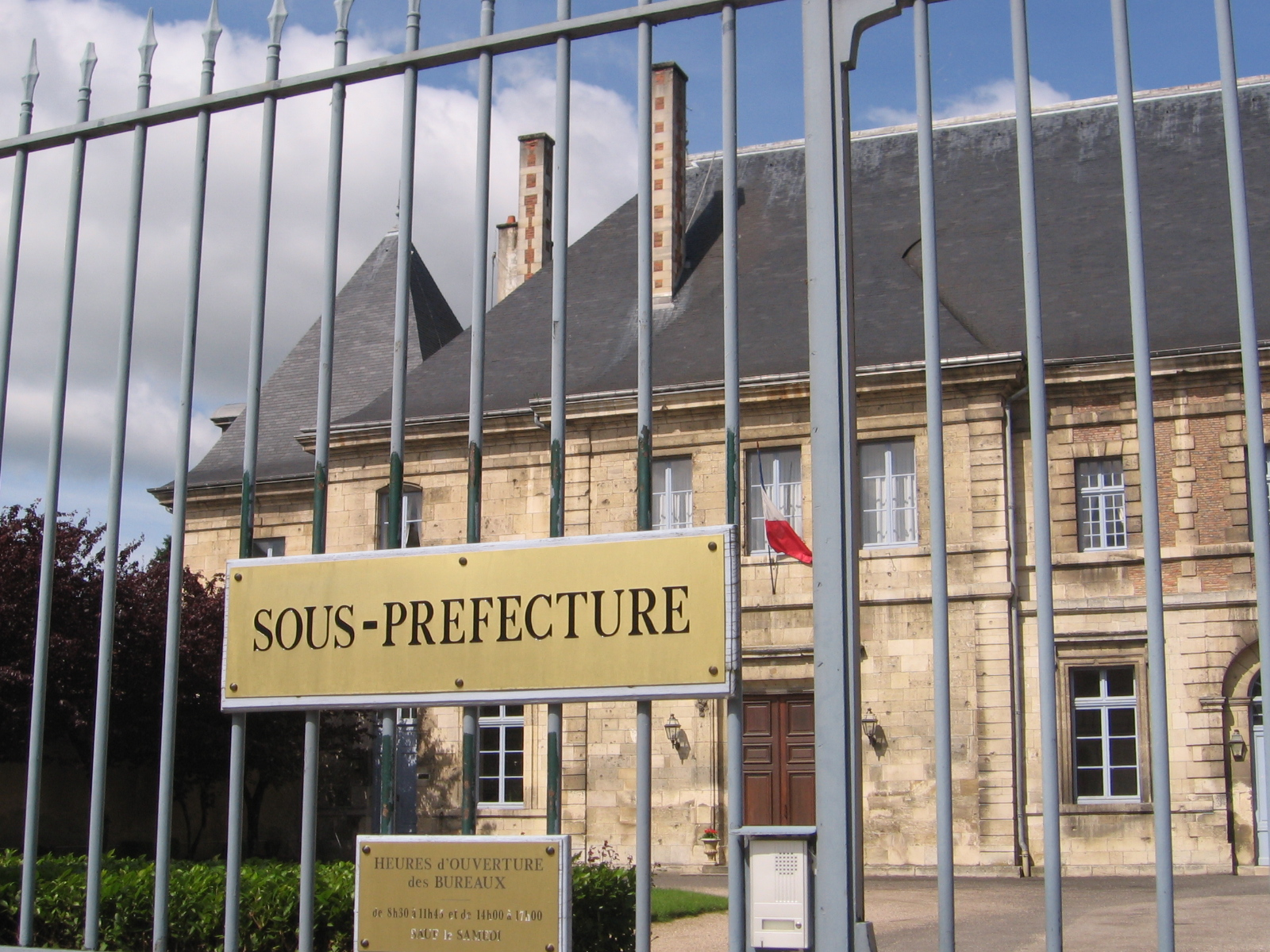
Супрефектура в Вердене

Супрефектура (фр. sous-préfecture) — во Франции административный центр округа. Управляется супрефектом. Если центр округа одновременно является и столицей департамента, то он называется уже не супрефектурой, а префектурой. Поэтому, хотя во Франции существует более трехсот округов, супрефектур имеется примерно на сотню меньше.
Супрефектурой называется также здание, где располагается кабинет супрефекта и его административные службы.
Приставка «су» соответствует здесь французскому предлогу «sous», чаще всего переводимому как «под» (супрефектура = «подпрефектура»).

## В других странах
Супрефектурами (фр. sous-préfecture) называются также сами административные единицы в некоторых бывших французских колониях Африки.
- 2-го уровня:
  - в ЦАР — субпрефектуры Центральноафриканской Республики
- 3-го уровня:
  - Гвинея
  - Чад
- 4-го уровня:
  - Кот-д’Ивуар

### Империя Цин
Термин «супрефектура» используется в качестве перевода китайского термина тин (厅) — по определению словаря Ошанина, «административный район, вместо уезда, подчинённый области 府 (фу), в местностях, заселённых нацменьшинствами». Такие единицы встречались, например, в Синьцзяне и Маньчжурии.
Иногда тин также переводят как «округ».